# Barbara Wirth
Barbara Wirth (ur. 16 września 1989) – niemiecka narciarka alpejska, uczestniczka Zimowych Igrzysk Olimpijskich 2014 w Soczi.

## Kariera
Po raz pierwszy na arenie międzynarodowej pojawiła się 29 listopada 2004 roku podczas zawodów uniwersyteckich w austriackim Kaunertal. Nie ukończyła wtedy pierwszego przejazdu w slalomie. Debiut w Pucharze Świata zanotowała 25 stycznia 2009 roku, kiedy to we włoskiej Cortinie d’Ampezzo nie weszła do drugiego przejazdu w gigancie, pierwsze punkty zdobyła zaś 14 listopada tego samego roku w Levi, plasując się na 28. miejscu w slalomie. Najlepsze wyniki w zawodach Pucharu Świata notowała w sezonie 2013/2014, kiedy z dorobkiem 116 punktów uplasowała się na 51. miejscu w klasyfikacji generalnej.
Startowała na Zimowych Igrzyskach Olimpijskich 2014 w Soczi w gigancie i slalomie. Zajęła odpowiednio 25. i 14. miejsce. Dwukrotna uczestniczka mistrzostw świata juniorów.

## Osiągnięcia

### Igrzyska olimpijskie
| Miejsce | Dzień     | Rok  | Miejscowość | Konkurencja | Czas biegu  | Strata  | Zwyciężczyni     |
| ------- | --------- | ---- | ----------- | ----------- | ----------- | ------- | ---------------- |
| 25.     | 18 lutego | 2014 | Soczi       | Gigant      | 2:41,73 min | +4,86 s | Tina Maze        |
| 14.     | 21 lutego | 2014 | Soczi       | Slalom      | 1:49,00 min | +4,46 s | Mikaela Shiffrin |

### Mistrzostwa świata juniorów
| Miejsce | Dzień     | Rok  | Miejscowość | Konkurencja | Czas biegu  | Strata  | Zwyciężczyni        |
| ------- | --------- | ---- | ----------- | ----------- | ----------- | ------- | ------------------- |
| 10.     | 28 lutego | 2008 | Formigal    | Slalom      | 1:36,49 min | +2,64 s | Bernadette Schild   |
| 19.     | 29 lutego | 2008 | Formigal    | Gigant      | 1:44,83 min | +2,33 s | Anna Fenninger      |
| 14.     | 1 marca   | 2009 | Ga-Pa       | Slalom      | 1:45,22 min | +3,15 s | Denise Feierabend   |
| 10.     | 2 marca   | 2009 | Ga-Pa       | Gigant      | 2:49,50 min | +3,69 s | Viktoria Rebensburg |

### Puchar Świata

#### Miejsca w klasyfikacji generalnej
- sezon 2009/2010: 128.
- sezon 2010/2011: 102.
- sezon 2011/2012: 93.
- sezon 2012/2013: 95.
- sezon 2013/2014: 51.
- sezon 2014/2015: 78.